# Shahrbaraz

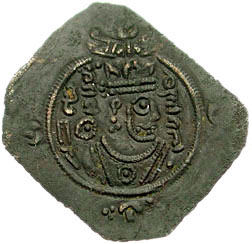

Shahrbaraz of Shahrvaraz of Shahrwaraz (†9 juni 630) was hoofd van de strijdkrachten (spahbed) onder de Sassanidische sjah Khusro II. In 630 stootte hij sjah Ardashir III van de troon en was voor veertig dagen zelf sjah. Hij behoorde tot het Huis Mihran, een van de Zeven Grote Huizen van Iran.

## Naam
Zijn echte naam was Farrukhān (فرخان). Shahrwaraz betekent, Shahr is land en waraz is beer in het Middel-Perzisch (Pahlavi) of Zwijn van het Rijk.

## Byzantijns-Sassanidische oorlog (602-628)

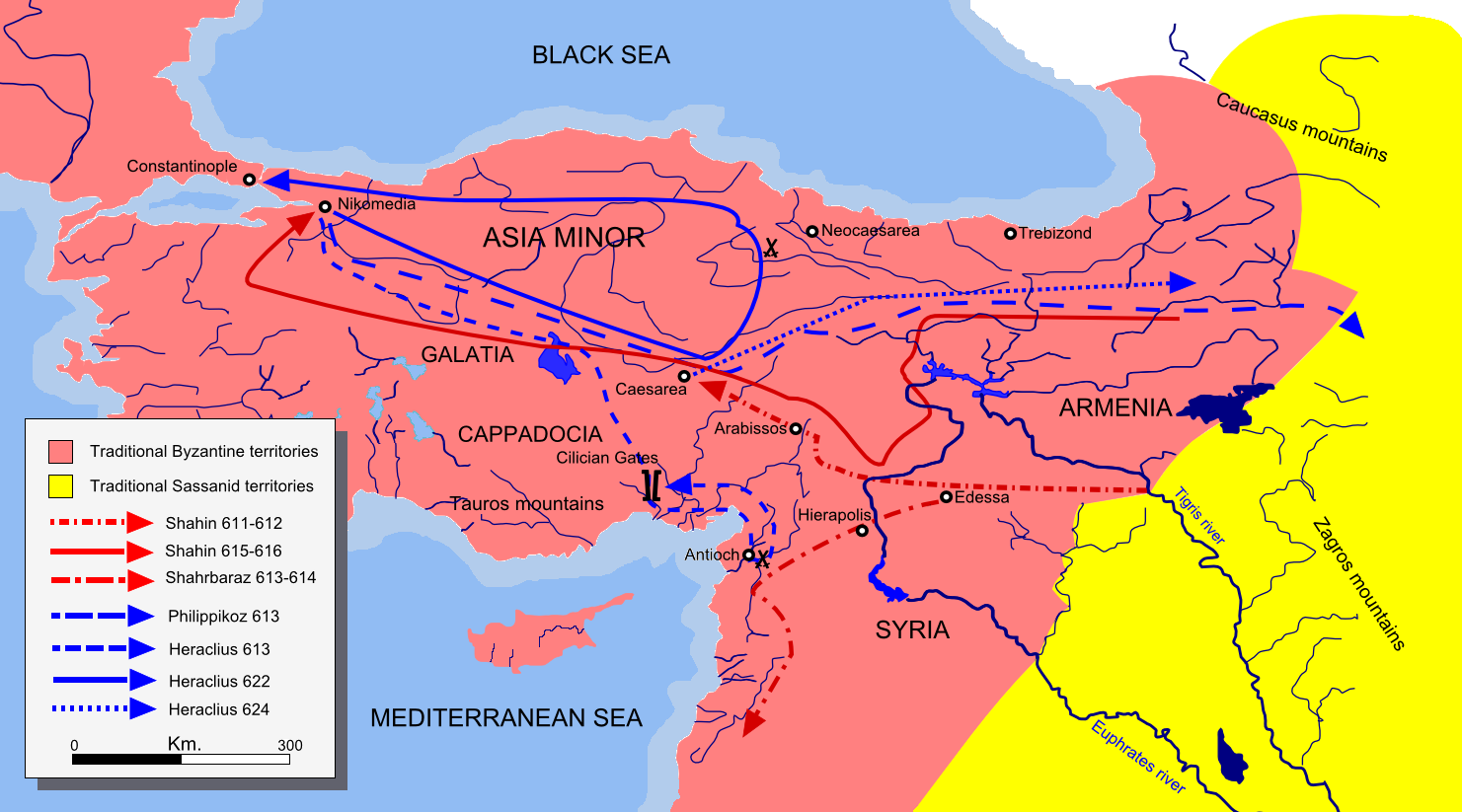

Toen Phocas de Byzantijnse keizer Mauricius vermoordde in 602, was dit een voorwendsel voor sjah Khusro II om een nieuwe Byzantijns-Sassanidische oorlog te starten. In 605 slaagden de Sassaniden het fort Dara en de stad Edessa te veroveren. In 610 stootte Herakleios, Phocas van de troon en begon slecht voorbereid met een tegenaanval tegen de Sassaniden. De Byzantijnen werden verpletterend verslagen in de Slag bij Antiochië (613). In datzelfde jaar ging Damascus aan de Perzen verloren. Daarop richten de Perzen zich naar het zuiden en veroverden in 614 Jeruzalem, samen met het Heilig Kruis. In 618 kreeg Shahrbaraz de opdracht van Khusro II om Egypte binnen te vallen, en tegen 619 was Alexandrië, de hoofdstad van Byzantijns Egypte, in Sassanidische handen.
Minder succesvol was zijn strijd tijdens Herakleios' veldtocht van 622, waar hij in Cappadocië in een hinderlaag viel. Nadien liep de verstandhouding met de generaals Shahin en Shahraplakan spaak. In 625 ontsnapte Shahrbaraz ter nauwer nood aan de dood tijdens een Byzantijnse aanval ter hoogte van Aliovit (Armenië). Herakleios zette de achtervolging in. De Slag bij Sarus eindigde op een patstelling.

## Beleg van Constantinopel (626)
De opdracht van Shahrbaraz was, contact te maken met de Avaren, en gezamenlijk Constantinopel aan te vallen. De Avaren vanuit Europese kant en de Sassaniden vanuit Anatolië. De belegering ving aan in de zomer van 626. Toch kon de stad dankzij de vloot standhouden, daar de Perzen noch de Avaren en Slaven erin slaagden de Bosporus over te steken. Herakleios had ondertussen zijn troepen opgedeeld: een deel stuurde hij naar Constantinopel ter versterking, waar zij vóór Shahrabaraz aankwamen, die de Perzische troepen tijdens de belegering commandeerde, een ander deel marcheerde onder leiding van zijn broer, kouropalates Theodoros, Mesopotamië binnen, waar zij de Perzische generaal Shahin konden verslaan. Het derde deel bleef met de keizer in Armenië. De nederlaag van generaal Shahin betekende een keerpunt in de oorlog. Na het horen van de dood van Shahin, staakten de Avaren de strijd. Shahrbaraz stond er alleen voor en keerde naar Syria terug.

## Burgeroorlog (628-632)
In 627 waren de Sassaniden oorlogsmoe en Shahrbaraz gehoorzaamde sjah Khusro II niet meer. In 628 kwam Shērōē, de zoon van Khusro tegen zijn vader in opstand en zette hem gevangen. Shērōē riep zichzelf uit tot koning en nam de naam Kavad II aan. Hij liet alle troonpretendenten inclusief zijn vader executeren. Met instemming van de edelen van het Sassanische rijk sloot Kavad II vervolgens vrede met de Byzantijnse keizer Herakleios en kwam er een einde aan de Byzantijns-Sassanidische oorlog. Het Sassanidische Rijk was er slecht aan toe, er brak hongersnood uit en een daarbij aansluitende epidemie velde Kavad II. De zevenjarige zoon van Kavad, Ardashir III werd aangesteld aan als nieuwe sjah. Er brak een burgeroorlog uit tussen de verschillende Huizen van Iran. Shahrbaraz kwam tussen beide en veroverde de hoofdstad Ctesiphon in 629. Hij liet Ardashir en zijn entourage executeren en riep zichzelf uit tot sjah. Veertig dagen later werd hij tijdens een ceremoniefeest met een speer gedood.